# إدريس الملياني
إدريس الملياني (مواليد سنة 1945) شاعر ومترجم وناقد أدبي وروائي مغربي، حاصل على جائزة المغرب للكتاب في الإبداع الشعري سنة 2001.

## حياته المبكرة
ولد إدريس الملياني سنة 1945 في مدينة فاس، وتلقى تعليمه الابتدائي والثانوي بمدينة الدار البيضاء. ثم التحق بجامعة دمشق لمتابعة دراسته الجامعية. حاصل على شهادة الإجازة في الأدب العربي من كلية الآداب والعلوم الإنسانية بفاس. درس اللغة الروسية والأدب الروسي بموسكو. عمل بسلك التدريس بمدينة الدار البيضاء منذ عام 1970.

## المناصب
- محرر ومشرف بالملحق الثقافي لجريدة بيان اليوم
- عضو مؤسس لجمعية رواد القلم
- نائب رئيس اتحاد كتاب المغرب
- عضو بيت الشعر
- عضو مجلس إدارة دار الشعر بتطوان ومراكش

## الجوائز
- جائزة المغرب في الإبداع الشعري 2001.[2]
- وسام ملكي للمكافأة الوطنية من درجة ضابط.

## مؤلفاته
حظيت تجربته الشعرية بعدة دراسات نقدية وكانت موضوعا لكثير من الأبحاث الجامعية وبعض الأعمال المسرحية والتشكيلية والموسيقية، كما أقيمت له عدة حفلات تكريمية. تُرجمت بعض أشعاره إلى الفرنسية والإسبانية والروسية والإنجليزية، وصدرت في عدة أنطولوجيات عربية وأجنبية. شارك في عدة مهرجانات شعرية وملتقيات ثقافية مغربية وعربية ودولية. صدرت له الأعمال الشعرية الكاملة عن وزارة الثقافة والعديد من الأعمال الشعرية والنقدية الروائية والترجمات عن الروسية والفرنسية داخل وخارج المغرب.

### كتب
- أشعار للناس الطيبين، ديوان مشترك مع الصغير المسكيني وأحمد هناوي الشظيامي، الدار البيضاء، منشورات (رواد القلم) 1967.
- في مدار الشمس رغم النفي، فاس،مطبعة النهضة 1974.
- في ضيافة الحريق، الدار البيضاء، مطبعة النجاح الجديدة 1994

### ترجمات
- رواية (مذكرات من البيت الميت) للاديب الروسي فيودور دوستويفسكي، نشر المركز الثقافي العربي بالدار البيضاء.
- العمق الرمادي سيرة ذاتية للشاعر الروسي يفغيني يفتوشينكو، ترجمة وتقديم عن دار أزمنة، عمان، الأردن (2005).
- أزهار من بستان الشعر العالمي (ترجمة) عن منشورات بيت الشعر في المغرب (2010).
- التراجيديات الصغيرة / بوشكين، ترجمة ومقدمة عن أعماله الدرامية الكاملة. دار التكوين دمشق سوريا (2011).
- رواية (مذكرات من البيت الميت) [6] للاديب الروسي فيودور دوستويفسكي، نشر المركز الثقافي العربي بالدار البيضاء. (2014).
- رسم السيرة الذاتية / بوريس باسترناك [7]، ترجمة وتقديم، عن دار رؤية / القاهرة (2015). العمق الرمادي: سيرة ذاتية للشاعر الروسي يفتوشينكو ترجمة وتقديم الطبعة الثانية دار رؤية القاهرة (2015).
- قرية ستيبانتشيكوفو وسكانها من مذكرات مجهول_دوستويفسكي ترجمة وتقديم عن المركز الثقافي العربي (2016).
- الليالي البيضاء _دوستويفسكي ترجمها عن الروسية عن المركز الثقافي العربي بيروت/الدار البيضاء (2016).
- زوجة رجل آخر وزوج تحت السرير وتليها رواية في تسع رسائل دوستويفسكي ترجمهما عن الروسية عن المركز الثقافي العربي بيروت- الدار البيضاء (2016).
- نيتوتشكا نيزفانوفا رواية دوستويفسكي، ترجمها عن الروسية، عن المركز الثقافي للكتاب /بيروت - الدار البيضاء (2018).
- حلم رجل مضحك وقصص أخرى ترجمة عن الروسية المركز الثقافي للكتاب (2019).
- غزلان الليل [8] -كتاب الدوحة _ترجمة عن الفرنسية حكايات أمازيغية مجلة الدوحة يناير 2019.
- بطل من زمانِنا رواية ميخائيل ليرمونتوف ترجمة عن الروسية المركز الثقافي للكتاب بيروت/الدار البيضاء (2021).
- المعطف، يوميات مجنون، الأنف، ثلاث قصص لنيكولاي غوغول ترجمة عن الروسية المركز الثقافي للكتاب بيروت/الدار البيضاء (2021).
- توربينا أشعار من مدونة حياتي ترجمة وتقديم الشارقة الإمارات العربية المتحدة_ دائرة الثقافة (2022).

### دواوين
- أشعار للناس الطيبين .[9] 1967( ديوان مشترك).
- في مدار الشمس رغم النفي. 1974.
- في ضيافة الحريق. 1994.
- زهرة الثلج. 1998 (عن دار الثقافة).
- حدادا علي. 2000 (عن دار الثقافة وبدعم من وزارة الثقافة).
- مغارة الريح.[10] مطبعة النجاح الجديدة. 2002. ( جائزة المغرب في الإبداع الشعري). النظام القياسي الدولي لترقيم الكتب 9981-9774-1-12001
- بملء الصوت. 2005.
- تانّيرتْ" ألواح أمازيغية" . 2005 (عن المعهد الملكي للثقافة الأمازيغية).
- بعيدا عن كثب.  2007 (عن دار الثقافة).
- نشيد السمندل ( عن مؤسسة  شرق -غرب بغداد). 2009
- الأعمال الشعرية الكاملة: في جزئين عن وزارة الثقافة. 2009.
- قيثارة القصب ويليه أزهار أولى. 2011 (عن دار الثقافة).
- أبياتي آياتي.[11] (مطبعة صناعة الكتاب الدار البيضاء). 2016.
- أعراس الميادين.[12] 2018 عن (مقاربات للنشر والصناعات الثقافية) فاس.
- سنيغوروتشكا،عروس الثلج. 2020 عن (مقاربات للنشر والصناعات الثقافية) فاس.
- عقدة السحر.[13] 2021 (مزينا برسوم داخلية تشكيلة للفنان ع. الله لغزار).
- كل شيء سيكون بخير.[14] 2021 عن (مقاربات للنشر والصناعات الثقافية) فاس.
- غمة الكمامة: شثريات. proêmes  2022 عن (دار النشر سوماغرام الدار البيضاء).
- عروس إله المطر[13]، تيسليت أنزار(عن دار فضاءات الأردن عمان). 2022-2023.

### السرد
- فتاة الثلج، محكيات/ منشورات اتحاد كتاب المغرب 2011.
- ماتريوشكات "عرائس روسية"  رواية عن منشورات دال دمشق/سوريا 2015.
- كازانفاcasanfa [15]  [16]_ رواية_ عن دار العين _ القاهرة 2016.
- الدار الحمراء   رواية عن منشورات حنظلة  الرباط 2016.

### النَّقد
- سنديانة الشعراء [17] [18] _ قراءات وشهادات 2003 عن دار الثقافة.
- من ثمار براري النثر وبحار الشعر _2014 منشورات اتحاد كتاب المغرب.
- سراج العين _ قراءات في الشعر المغربي الحديث منشورات بيت الشعر في المغرب 2016.
- هناك في الأعالي _ تازة في الشعر المغربي الحديث منشورات سليكي أخوين_ طنجة 2016.
- متى نخرج من مقدمة ابن خلدون عن المركز الثقافي للكتاب بيروت/الدار البيضاء 2019.
- من دروس الأدب الروسي عن المركز الثقافي للكتاب 2022 بيروت/الدار البيضاء.

### كتب جماعية
_ “أحمد المجاطي، شاعر المغرب" عن منشورات الرابطة بالرباط.
_ " ديوان الحي" عن جمعية الدار البيضاء كريان سنطرال فرع الحي المحمدي2009.
_ " محمد بنطلحة، شاعر الأعالي" مقاربات نقدية، إعداد عزيز الحاكم، فاس، منشورات نادي الكتاب 2010.
متاهة تحت العين، مقاربات نقدية لتجربة الشاعر محمد بنطلحة ، تنسيق محمد الداهي، منشورات وزارة الثقافة ،سلسلة ندوات 2011.
المنازل الأولى/ شهادات أدباء مغاربة حول كتبهم الأولى/ منشورات وزارة الثقافة 2012.
شهادات: إعداد: المسكيني الصغير_ جمعية الدار البيضاء كريان سنطرال فرع الحي المحمدي 2012.
المثقفون والانتفاضات العربية /وجهات نظر مغربي حوارات إعداد وتقديم: أنور المرتجي ، منشورات كلية الآداب، الرباط 2014.
فلسطين ذاكرة مغربية شهادات وزارة الثقافة 2015.
عم مساء عمر: أربعون سنة على اغتيال الشهيد عمر بنجلون_شهادات حية دار النشر المغربية 2015.
أعلام مغربية 2 محمد منيب البوريمي وأثره الأدبي مركز الدراسات والبحوث الإنسانية والاجتماعية بوجدة. 2019.
الطفل الذي كنته تكريما للرئيس المؤسس لحركة الطفولة الشعبية: الفقيد الطيبي بنعمر إعداد: المصطفى لعراقي 2021.